# Clarence Saunders
Clarence Nicholas „Nick” Saunders (ur. 14 września 1963 w Paget) – bermudzki lekkoatleta, specjalista skoku wzwyż, mistrz igrzysk Wspólnoty Narodów, trzykrotny olimpijczyk.
Odnosił sukcesy już jako junior. Zdobył srebrny medal w skoku wzwyż na CARIFTA Games w 1980 w Hamilton. Na kolejnych CARIFTA Games w 1981 w Nassau zwyciężył w skoku w dal, a także zajął 4. miejsce w trójskoku i 7. miejsce w biegu na 100 metrów. Zdobył srebrny medal w skoku wzwyż na seniorskich mistrzostwach Ameryki Środkowej i Karaibów w 1981 w Santo Domingo. Ponownie zwyciężył w skoku wzwyż, a także zdobył srebrny medal w biegu na 200 metrów na CARIFTA Games w 1982 w Kingston. Zdobył srebrny medal w skoku wzwyż, a także zajął 6. miejsce w biegu na 200 metrów i 8. miejsce w skoku w dal na mistrzostwach Ameryki Środkowej i Karaibów juniorów w 1982 w Bridgetown. Na mistrzostwach panamerykańskich juniorów w 1982 w Barquisimeto wywalczył brązowy medal.
Później skoncentrował się na skoku wzwyż. Zdobył brązowy medal w tej konkurencji na igrzyskach Ameryki Środkowej i Karaibów w 1982 w Hawanie. Taki sam medal wywalczył na igrzyskach Wspólnoty Narodów w 1982 w Brisbane, przegrywając jedynie z Miltonem Otteyem z Kanady i Steve’em Wrayem z Jamajki, a także na uniwersjadzie w 1983 w Edmonton. Ponownie zdobył srebrny medal na mistrzostwach Ameryki Środkowej i Karaibów w 1983 w Hawanie. Odpadł w kwalifikacjach na mistrzostwach świata w 1983 w Helsinkach oraz na igrzyskach olimpijskich w 1984 w Los Angeles. Zdobył brązowy medal na mistrzostwach Ameryki Środkowej i Karaibów w 1985 w Hawanie.
Zwyciężył na mistrzostwach Ameryki Środkowej i Karaibów w 1987 w Caracas. Zajął 5. miejsce na igrzyskach panamerykańskich w 1987 w Indianapolis i również 5. miejsce na mistrzostwach świata w 1987 w Rzymie. Także 5. miejsce Saunders zajął na igrzyskach olimpijskich w 1988 w Seulu. Na halowych mistrzostwach świata w 1989 w Budapeszcie zajął 14. miejsce.
Zdobył złoty medal na igrzyskach Wspólnoty Narodów w 1990 w Auckland, przed Daltonem Grantem z Anglii oraz Miltonem Otteyem i Szkotem Geoffem Parsonsem. Zajął 8. miejsce na igrzyskach panamerykańskich w 1991 w Hawanie. Nie zaliczył żadnej wysokości w kwalifikacjach skoku wzwyż na igrzyskach olimpijskich w 1992 w Barcelonie.
Był halowym mistrzem Wielkiej Brytanii (AAA) w skoku wzwyż w 1989 i 1990 oraz brązowym medalistą w 1992.
Rekord życiowy Saundersa w skoku wzwyż wynosił 2,36 m (ustanowiony 14 września 1990 w Auckland).